# Leona Chin
Leona Chin Lyweoi (Selangor, 23 de Julho de 1986) é uma piloto profissional de automóveis da Malásia, especialista em provas de drift.
Leona ganhou fama mundial em 2015 após aparecer em um vídeo postado no YouTube onde ela prega uma pegadinha com instrutores de autoescola. Por conta desse vídeo, ela ganhou um premio WebTVAsia Awards, em 2015.

## Conquistas Relevantes
- 2014 – Southern Thailand Gymkhana X (Songkhla)Cat F Ladies, Champion
- 2015 – Caterham Motorsports Championship Round 2(Sepang Circuit) Supersport
- 2015 –  Caterham Motorsports Championship Supersport 2nd place overall Championship
- 2016 – CCTV-2 车神驾到 Automotive TV Reality Competition Episode 1, Winner
- 2016 - Clio Cup China Series Championship 2016 Overall 2nd[5]
- 2024 - Winner of China Circuit Sprint Challenge (CCSC)[6]

## Prêmios
| Ano  | Prêmio                                                       | Categoria                                | Indicação                                                      | Resultado | Ref.  |
| ---- | ------------------------------------------------------------ | ---------------------------------------- | -------------------------------------------------------------- | --------- | ----- |
| 2015 | WebTVAsia Awards                                             | Freaking Awesome Video of the Year       | Leona Chin & MaxmanTV – Fast & Furious Nerd Shocks Instructors | Venceu    | [ 4 ] |
| 2018 | PETRONAS SIC Motorsports Association of Malaysia Awards 2018 | Most Inspiring Female Motorsport Athlete |                                                                | Venceu    | [ 7 ] |

## Aparições na Mídia

### Programas de TV
| Ano  | Programa                              | Episódio                | Canal                            |
| ---- | ------------------------------------- | ----------------------- | -------------------------------- |
| 2011 | Astro Wah Lai Toi 72 Extreme Job      | Episódio 9              |                                  |
| 2012 | Master Chef Malaysia Celebrity Season |                         |                                  |
| 2013 | OMG Sherbet TV show                   |                         | Diva Universal                   |
| 2015 | 炫风车手                              | Episódio 5, 11,12,13,14 | Guangdong Television             |
| 2015 | You Have Been Warned with Ean Nasrun  |                         | Discovery Channel Southeast Asia |
| 2016 | 车神驾到                              | Episódio 1              | CCTV-2                           |
| 2018 | Club Mickey Mouse                     |                         | Disney Channel                   |

## Eventos
| Ano  | Evento                                            | Info                                                                 | Ref    |
| ---- | ------------------------------------------------- | -------------------------------------------------------------------- | ------ |
| 2013 | Career Day – TOC at Ipoh Ulu Kinta                |                                                                      |        |
| 2013 | Career Day – TOC at Petaling Utama                |                                                                      |        |
| 2013 | Career Day – TOC at Kolej Vokasional Klang        |                                                                      |        |
| 2016 | Hitz FM MET 10 Awards                             | Apresentação dos vencedores da categoria Best Breakthrough Act award | [ 8 ]  |
| 2016 | Mitsubishi Motors Vietnam Extra Hardcore Roadshow | Malaysia                                                             | [ 9 ]  |
| 2018 | Mitsubishi Motors Vietnam Experience Day          | Hanoi Vietnam                                                        | [ 10 ] |